# Avenida Pedro Ruiz
La avenida Pedro Ruiz es una de las principales avenidas de la ciudad de Chiclayo, en el Perú. Se extiende de oeste a este en el Distrito de Chiclayo a lo largo de 17 cuadras, delimitando parte del Centro Histórico. Se destaca por ser un importante eje comercial de la ciudad.

## Recorrido
Se inicia en la intersección con la avenida Eufemio Lora y termina en la intersección con la calle Andalucía.